# Théo et Hugo dans le même bateau
Théo et Hugo dans le même bateau (tiếng Anh: Paris 05:59: Théo & Hugo), còn được gọi là Theo and Hugo ở một số vùng lãnh thổ, là một bộ phim Pháp năm 2016 của đạo diễn Olivier Ducastel và Jacques Martineau. Nó được chiếu trong phần Toàn cảnh tại Liên hoan phim quốc tế Berlin lần thứ 66. Bộ phim đã giành giải thưởng Khán giả tại Lễ trao giải Teddy 2016 của Liên hoan Berlin. The film won the Audience Award at the Berlin Festival's 2016 Teddy Awards.
Phim có sự tham gia của Geoffrey Couët và François Nambot trong vai hai người đồng tính nam gặp nhau trong cảnh 20 phút mở đầu của bộ phim ở L'Impact, một câu lạc bộ tình dục đồng tính, và theo dõi họ khi họ làm quen với nhau trong hai giờ tiếp theo, đi xe đạp và đi bộ ở phía đông bắc Paris, đến bệnh viện, đi tàu điện ngầm và đến thăm căn hộ của một người, bắt gặp một người phụ nữ trên tàu điện ngầm và một máy chủ quầy trong cửa hàng kebab. Hành động của bộ phim bắt đầu lúc 4:27 sáng và kết thúc lúc 5:59 sáng.
Bộ phim được quay trong suốt mười lăm ngày, bao gồm chín đêm, với kinh phí nhỏ. Kịch bản gốc đặt bộ phim trong suốt 28 ngày, nhưng sau đó đã được thay đổi để xảy ra trong thời gian thực trong quá trình 93 phút vào đầu giờ sáng.
Bộ phim có đề cập đến huyền thoại về Orpheus và Eurydice. Theo các học giả nghiên cứu về giới, Todd Reeser, bộ phim đã biến đổi huyền thoại cổ xưa để mở ra cách kể chuyện mới và cách tồn tại của giới.

## Diễn viên
- Geoffrey Couët vai Théo
- François Nambot vai Hugo